# Peter Pears
Sir Peter Neville Luard Pears Kt CBE (* 22. Juni 1910 in Farnham; † 3. April 1986 in Aldeburgh) war ein britischer Opernsänger (Tenor) und langjähriger Lebensgefährte des Komponisten Benjamin Britten. Er erhielt seinen Ritterschlag 1978.

## Leben

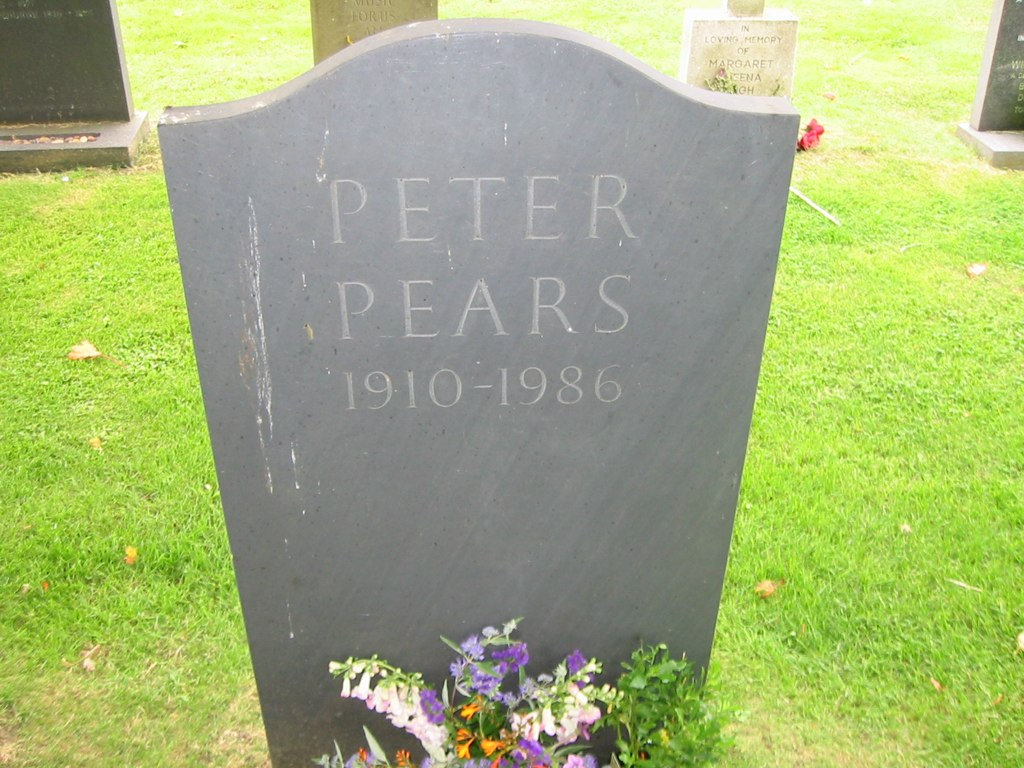
Peter Pears’ Grab in Aldeburgh

Er machte eine Ausbildung zum Organisten am Keble College in Oxford, verließ dies aber ohne Abschluss. Zwischen 1933 und 1934 nahm er ein Gesangsstudium am Royal College of Music auf. Pears verkörperte u. a. die Titelfigur von Peter Grimes und arbeitete als Co-Autor an Brittens Sommernachtstraum mit. Brittens Bearbeitungen englischer Volkslieder sowie seine Serenade für Tenor, Horn und Streichorchester wurden ihm auf den Leib geschrieben.
Seine Stimme wurde von Kritikern hin und wieder als „trocken“ und „weiß“ beschrieben. Tatsächlich verlor sie wohl in der Aufnahme beträchtlich. Es gibt jedoch keinen Zweifel daran, dass er über eine ungewöhnlich gute Artikulation und Beweglichkeit in seiner Stimme verfügte, von der Britten häufig Gebrauch machte. Eine gemeinsame Aufnahme von Schuberts Winterreise zeugt von seiner hohen deklamatorischen Kunst.